# FC Évian Thonon Gaillard
Der Évian Thonon Gaillard Football Club (in Frankreich häufig auch kurz Évian TG FC), seit 2019  Thonon Évian Grand Genève FC, ist ein französischer Fußballverein der ursprünglich aus Gaillard südlich des Genfersees im Département Haute-Savoie stammt und, auch nach Fusion mit weiteren Clubs der Region Hoch-Savoyen, den Anspruch erhebt, die gesamte Region um Évian und Thonon-les-Bains zu vertreten.
Die Vereinsfarben sind Rot und Weiß. Vereinspräsident war bis Weihnachten 2013 Patrick Trotignon, den bis zu einer Neuwahl Joël Lopez vertritt. Die erste Mannschaft wurde bis Ende 2011 von Bernard Casoni trainiert, der am 2. Januar 2012 trotz seiner Erfolge (zwei Aufstiege in Folge) durch Pablo Correa ersetzt wurde. Nach dem Abstieg in die Ligue 2 löste Safet Sušić Pascal Dupraz auf der Trainerbank ab; Dupraz war von 1991 bis 2009 und erneut 2012 bis 2015 Trainer, dazwischen Sportdirektor bei ETG gewesen. (Stand: August 2015)

## Geschichte
Gegründet wurde er 1924 als FC Gaillard. Nach einer Fusion im Jahr 2003 hieß er Football Croix de Savoie 74, auf Deutsch „Kreuz von Savoyen“ (das historische Wappen der Region). 2007 kam es zur Fusion mit Olympique Thonon Chablais und der Namensänderung zu Olympique Croix de Savoie 74. Im Dezember 2008 erwarben die ehemaligen französischen Nationalspieler Zinédine Zidane, Bixente Lizarazu und Alain Boghossian gemeinsam Anteile an der Kapitalgesellschaft des Klubs.
Seinen heutigen Namen trägt der Verein seit Juli 2009. Hierbei stieg Franck Riboud, Vorstandsvorsitzender von Danone, als Ehrenpräsident ein und nannte den Klub in Évian Thonon Gaillard FC um, wobei Évian nichts mit der gleichnamigen Ortschaft in der Region, sondern mit der zum Danone-Konzern gehörenden Marke Évian zu tun hat. Nach dem Aufstieg in die Ligue 1 im Jahr 2011 wurden unter anderem Fabrice Ehret vom 1. FC Köln und der ehemalige französische Nationalspieler Sidney Govou von Panathinaikos Athen geholt. In seiner ersten Saison belegte der FC Évian Thonon Gaillard vor Olympique Marseille den neunten Tabellenplatz.
Kurz danach nahmen mit Stephan Andersen, Christian Poulsen und den damaligen Leihspielern Daniel Wass und Thomas Kahlenberg gleich vier Spieler mit der dänischen Nationalmannschaft an der EM-Endrunde 2012 in Polen und der Ukraine teil; der Klub aus dem Savoyen stellte somit das höchste Kontingent an Spielern, die für eine andere Nation spielen als für die des Klubs.
In der Spielzeit 2015/16 stieg der Club in die dritte Liga ab. Für diese erhielt er in der Spielzeit 2016/17 aus finanziellen Gründen keine Lizenz und wurde zwangsweise in die vierte Liga relegiert. Drei Tage vor Saisonstart zog er sich aus der vierten französischen Liga zurück.
Im Jahr 2018 stiegen US-Investoren ein und es fand eine Fusion diverser Clubs aus dem Departement Hoch-Savoyen statt. Als Ziel wird der Wiederaufstieg in die erste Liga angegeben. In der Spielzeit 2021/22 spielt die Herrenmannschaft des Clubs in der fünften Liga National 3, der zweithöchsten reinen Amateurliga in Frankreich.

## Spielstätte
Da das Stade Municipal Louis Simon (2000 Plätze) in Gaillard den Anforderungen für die National (D3) nicht entsprach, spielte die Ligamannschaft von 2005 bis 2010 im Stade Joseph-Moynat in Thonon-les-Bains, das eine Kapazität von 5000 Plätzen aufweist. Nach dem Aufstieg in die Ligue 2 beantragte der Verein, ab der Saison 2010/11 für maximal drei Jahre seine Heimspiele im Ausland zu bestreiten, nämlich im Stade de la Praille in Lancy im Schweizer Kanton Genf; dies wäre eine Premiere im französischen Profifußball gewesen. Sämtliche beteiligten französischen und Schweizer Instanzen hatten bereits Zustimmung signalisiert, verbunden mit der Auflage, dass der Verein bis 2013 ein ligataugliches Stadion in Frankreich baut. Dem wurde aber durch die UEFA widersprochen; deshalb spielt die Profimannschaft nun im deutlich weiter entfernt liegenden Annecy. Auch ein erneuter Vorstoß des Vereins beim europäischen Fußballverband Anfang 2013 wurde von diesem mit der Begründung zurückgewiesen, die gewünschte Ausnahme verstieße gegen den bewährten Grundsatz, dass nationale Wettbewerbe auf das jeweilige Staatsgebiet beschränkt seien.

## Trainer
- Safet Sušić (2015–2016)
- Romain Revelli (2016)
- Régis Beunardeau (2017–2018)
- Bryan Bergougnoux (2018–2019, 2021–aktuell)
- Éric Guichard (2019–2020)
- Hélder Esteves (2020–2021)

## Ligazugehörigkeit
Profistatus besitzt der Klub seit 2010, erstklassig spielte er nach zwei Aufstiegen in Folge von 2011 bis 2015. Nach wiederum zwei Abstiegen in Folge spielte der Klub in der Saison 2016/17 in der 3. Französischen Liga. Von dort stieg er aus finanziellen Gründen ab, verweigerte den Start in der vierten Liga und fusionierte mit anderen Clubs der Region. In der Spielzeit 2021/22 erreichte man nach mehreren Aufstiegen die fünfte Liga.

## Erfolge
- Französische Meisterschaft: bisher beste Platzierung war Rang 9 in der Saison 2011/12
- Französischer Pokal: Finalist 2013

## Frauenfußball
Seit Mitte 2014 gehört erstmals auch eine Frauenfußballabteilung zum Verein. Diese entstand durch den Übertritt der Frauen des benachbarten FCF Ambilly und nannte sich FC ETG Ambilly, in den frühen 2020er Jahren dann FC Thonon Évian Grand Genève. Die erste Elf spielt auch in der Saison 2021/22 in der zweiten Liga.